# Vernonia villaregalis
Vernonia villaregalis là một loài thực vật có hoa trong họ Cúc. Loài này được Carvajal miêu tả khoa học đầu tiên năm 1981.